# Otto Will-Rasing
Otto Will-Rasing (* 4. Januar 1901 in Münster; † 3. November 1979 in Detmold) war ein deutscher Schauspieler und Theaterintendant.

## Leben
Will-Rasing trat ab 1919 als Schauspieler auf kleineren Bühnen in Magdeburg, Bunzlau, Grünberg, Mönchengladbach, Wismar, Köthen, Stralsund, Mühlhausen/Thür. und Wernigerode auf. Der Dramaturg Emil Becker holte ihn 1926 an das Landestheater Detmold. Becker bestimmte bei seinem Tod 1934 Will-Rasing zu seinem Nachfolger. Von 1934 bis zur Schließung am 1. September 1944 war Rasing Intendant des Landestheaters Detmold. Rasing trat 1939 in die NSDAP ein und war Kulturreferent der örtlichen SA. Das Verhalten des Intendanten in der NS-Zeit wurde als „weitestgehend systemkonform“ beschrieben. Von 1949 bis 1969 war Rasing erneut Intendant des Landestheaters.

## Ehrungen
- 1969: Verdienstkreuz 1. Klasse der Bundesrepublik Deutschland